# Sowetskaja Derewnja
Sowetskaja Derewnja (russisch Советская Деревня) ist ein Weiler (chutor) in der Oblast Kursk in Russland. Er gehört zum Rajon Prjamizyno und zur Landgemeinde (selskoje posselenije) Plotawski selsowjet.

## Geographie
Der Ort liegt gut 29 km Luftlinie südwestlich des Oblastverwaltungszentrums Kursk im südwestlichen Teil der Mittelrussischen Platte, 13 km südwestlich des Rajonverwaltungszentrums Prjamizyno, 8 km vom Sitz des Dorfsowjet – Plotawa, 59 km von der Grenze zwischen Russland und der Ukraine.

### Klima
Das Klima im Ort ist wie im Rest des Rajons kalt und gemäßigt. Es gibt während des Jahres eine erhebliche Niederschlagsmenge. Dfb lautet die Klassifikation des Klimas nach Köppen und Geiger.

## Bevölkerungsentwicklung
| Jahr | Einwohner |
| ---- | --------- |
| 2002 | 11        |
| 2010 | ▼5        |

Anmerkung: Volkszählungsdaten

## Verkehr
Sowetskaja Derewnja liegt 17,5 km von der Fernstraße föderaler Bedeutung M2 „Krim“ (ein Teil der Europastraße E105), 1,5 km von der Straße regionaler Bedeutung 38K-004 (Djakonowo – Sudscha – Grenze zur Ukraine), 1 km von der Straße 38K-010 (M2 „Krim“ – Iwanino, Teil der Europastraße E38) und 9 km von der nächsten Eisenbahnhaltestelle 439 km (Eisenbahnstrecke Lgow-Kijewskij – Kursk) entfernt.
Der Ort liegt 114 km vom internationalen Flughafen von Belgorod entfernt.